# 杜尔塞湾
8°35′N 83°16′W / 8.583°N 83.267°W

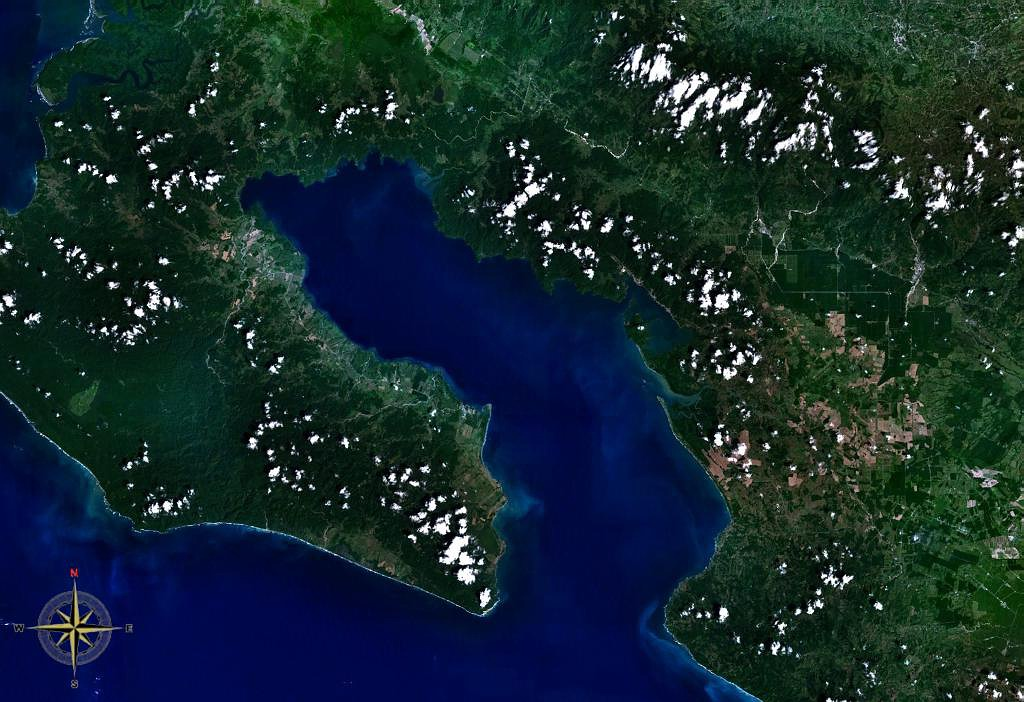
杜尔塞湾的卫星照片

杜尔塞湾（西班牙語：Golfo Dulce）是哥斯达黎加太平洋沿岸的一个海湾，将奥萨半岛与哥斯达黎加本土分开。